# Apol·lini i dionisíac
En la filosofia de Nietzsche, l'apol·lini és l'impuls intel·lectual que representa l'ideal d'ordre, mesura i harmonia.
En la seva anàlisi de la cultura grega i en general de la cultura occidental, Nietzsche assenyala l'oposició entre un element apol·lini i un de dionisíac, aquest definit com a voluntat de viure, oposició que ell resolgué amb l'afirmació del segon, és a dir de l'element dionisíac, entès com una afirmació de la vida, com una voluntat de viure.
Aquests adjectius s'inspiren en la mitologia grega: Apol·lo i Dionís són dos fills de Zeus. Apol·lo és el déu del Sol, dels somnis i de la raó, mentre que Dionís és el déu del vi, l'èxtasi i l'embriaguesa. Els grecs no consideren als dos déus que siguin contraris o rivals, tot i que sovint les dues deïtats estan relacionades.
Nietzsche introdueix la dicotomia apol·lini i dionisíac en la seva obra de joventut "L'origen de la tragèdia en l'esperit de la música" (1872).
Nietzsche distingeix dos tipus de persones que pateixen. "Per una banda, els que pateixen una sobreabundància de vida, que volen un art dionisíac i també una comprensió i una visió tràgica de la vida. Per l'altre, els que pateixen d'un empobriment de la vida, que busquen, mitjançant l'art i el coneixement, la calma, el silenci, un mar de pau, la redempció de si mateix" Serien la visió dionisíaca i l'apol·línia respectivament.